# TheSkyNet POGS
theSkyNet POGS (англ. theSkyNet Pan-STARRS1 Optical Galaxy Survey) —  проект добровольных распределенных вычислений на платформе BOINC, запущенный в сентябре 2012 года. Научной целью проекта является построение мультиспектрального атласа по результатам инструментов GALEX, Pan-STARRS 1 и WISE от ближнего инфракрасного излучения до ультрафиолета. В результате расчетов также планируется определить такие параметры как темп звездообразования (англ. Star Formation Rate, SFR), звездную массу галактик, распределение пыли и её массу в рассматриваемой галактике с использованием информации о распределении энергии в полученных спектрах для всех пикселей обрабатываемых изображений. Проект поддерживается Международным центром радиоастрономических исследований (англ. International Centre for Radio Astronomy Research), Австралия. По состоянию на 14 февраля 2014 года в проекте приняли участие 7 937 пользователей (более 18 000 компьютеров) из 80 стран, обеспечивая производительность порядка 43 терафлопс. Участвовать в проекте может любой желающий, обладающий компьютером с выходом в Интернет, установив на него программу BOINC Manager.